# Ctenophthalmus caecus
Ctenophthalmus caecus är en loppart som beskrevs av Beaucournu et Morel 1992. Ctenophthalmus caecus ingår i släktet Ctenophthalmus och familjen mullvadsloppor. Inga underarter finns listade i Catalogue of Life.